# 보지스와프군

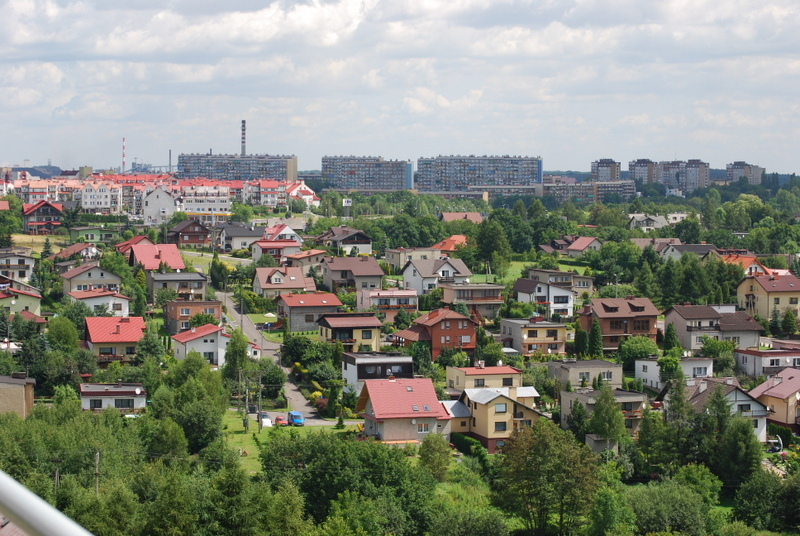
보지스와프군의 군청 소재지인 보지스와프실롱스키

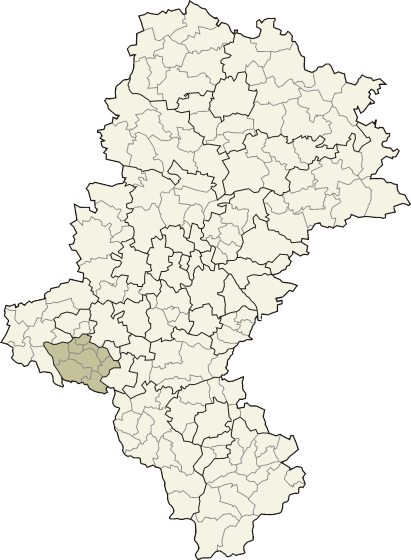
실롱스크주 지도에 표시된 보지스와프군의 위치

보지스와프군(폴란드어: powiat wodzisławski)은 폴란드 실롱스크주에 위치한 군으로 군청 소재지는 보지스와프실롱스키이며 면적은 286.92km2, 인구는 157,346명(2019년 6월 30일 기준), 인구 밀도는 550명/km2이다.
서쪽으로는 라치부시군, 북동쪽으로는 리브니크시, 리브니크군, 동쪽으로는 야스트솅비에즈드루이와 접하며 남쪽으로는 체코와 국경을 접한다. 9개 지방 자치체(4개 도시, 5개 농촌)를 관할한다.

군기
군 문장